# Bharagonalia castanifrons
Bharagonalia castanifrons är en insektsart som beskrevs av Young 1986. Bharagonalia castanifrons ingår i släktet Bharagonalia och familjen dvärgstritar. Inga underarter finns listade i Catalogue of Life.